# Danske Ølentusiaster
Danske Ølentusiaster er en dansk forening, der arbejder for udbredelsen af og kendskabet til kvalitetsøl. Foreningen er uafhængig af kommercielle interesser, og arbejder for størst mulig udbredelse og udvalg af øl i danske butikker, barer og restaurationer. Desuden bakker foreningen op om håndbrygning og mikrobryggerier. Foreningen har repræsentanter i Forbrugerrådet, Dansk Retursystems kontaktudvalg og i den europæiske ølforbrugerorganisation EBCU. Foreningen har lokalafdelinger over hele landet.
Danske Ølentusiaster blev stiftet i 1998 på værtshuset Carlsens Kvarter i Odense. Her holder Odense-afdelingen af foreningen stadig sine medlemsmøder.

## Aktiviteter

### Øllets Dag
Danske Ølentusiaster har afholdt Øllets Dag siden 2003. De to første gange var datoen den 5. september, da det faldt sammen med foreningens fødselsdag. Dagen har siden skiftet navn fra Den Danske Øldag til Øllets Dag, og samtidigt blev dagen flyttet fra den 5. september til den første lørdag i september. Fra 2006 har Bryggeriforeningen været med til at arrangere dagen.
Øllets Dag afholdes i en lang række danske byer, og i dag er det både danske bryggerier, barer og lokalafdelinger, der laver øl-arrangementer første lørdag i september.

### Årets danske Ølnyhed
Danske Ølentusiaster har siden 1999 kåret Årets danske Ølnyhed blandt de øl, der er udsendt det forgangne år. Alle foreningens medlemmer kan deltage i afstemningen.
Fra og med 2011 (afstemning januar og februar 2012) har kåringen været delt op i 2 kategorier - en kategori med øl til og med 5,9% og en kategori for øl på 6,0% og derover. I 2016 og 2017 var kåringen delt i tre kategorier 0,0-4,0%, 4,1-7,0 og 7,1->%. I 2018 blev blot én samlet vinder af prisen fundet.
| Årets Danske Ølnyhed | Årets Danske Ølnyhed                   | Årets Danske Ølnyhed    |
| -------------------- | -------------------------------------- | ----------------------- |
| År                   | Øl                                     | Bryggeri                |
| 1999                 | Royal All Malt                         | Ceres                   |
| 2000                 | Royal Spring                           | Ceres                   |
| 2001                 | Abbey Ale                              | Carlsberg               |
| 2002                 | Brøckhouse IPA                         | Brøckhouse              |
| 2003                 | Mors Stout                             | Bryggeriet Refsvindinge |
| 2004                 | Semper Ardens Christmas Ale            | Carlsberg               |
| 2005                 | Porter                                 | Ølfabrikken             |
| 2006                 | Willemoes Jul 2006                     | Vestfyen                |
| 2007                 | Imperial Stout                         | Midtfyns Bryghus        |
| 2008                 | Caribbean Rumstout                     | Hornbeer                |
| 2009                 | Chili Tripel                           | Midtfyns Bryghus        |
| 2010                 | Fisherman’s Ale Rough Snuff Håndbryg   | Midtfyns Bryghus        |
| 2011                 | ≤ 5,9 %: Dryhop                        | Hornbeer                |
| 2011                 | ≥ 6,0%: The Fundamental Blackhorn      | Hornbeer                |
| 2012                 | ≤ 5,9 %: Simcoe & Chinook IPA          | Ugly Duck Brewing Co.   |
| 2012                 | ≥ 6,0%: Imperial Vanilla Coffee Porter | Ugly Duck Brewing Co.   |
| 2013                 | ≤ 5,9 %: Amarillo & Citra IPA          | Ugly Duck Brewing Co.   |
| 2013                 | ≥ 6,0 %: Viking Chili Stout            | Hornbeer                |
| 2014                 | ≤ 5,9 %: Foxy Brown                    | Ugly Duck Brewing Co.   |
| 2014                 | ≥ 6,0 %: Alstærk Bourbon               | Munkebo Mikrobryg       |
| 2015                 | ≤ 5,9 %: Charlies Cool Porter          | Hornbeer                |
| 2015                 | ≥ 6,0 %: Russian Imperial Stout        | Midtfyns Bryghus        |
| 2016                 | 0-4 %: Fur Julefrokost                 | Fur Bryghus             |
| 2016                 | 4,1-7 %: Jacobsen Porter               | Husbryggeriet Jacobsen  |
| 2016                 | 7,1 -> %: Julegris(k) 2                | Hornbeer                |
| 2017                 | 0-4 %: Fur Påskefrokost                | Fur Bryghus             |
| 2017                 | 4,1-7 %: Kinky Cowboy Texan IPA        | Ugly Duck Brewing Co.   |
| 2017                 | 7,1 -> %: Trumputkim                   | Hornbeer                |
| 2018                 | Black Nordic Skies                     | Amager Bryghus          |

### Årets Danske Bryggeri
Siden 2003 har foreningen samtidigt kåret Årets danske Bryggeri, som er det bryggeri, hvis øl samlet set modtager flest stemmer i afstemningen om Årets Ølnyhed.
Indtil 2010 blev prisen uddelt på baggrund af stemmeafgivningen i forbindelse med valget af Årets danske Ølnyhed og uddelt på foreningens generalforsamling.
Fra 2011 er Årets danske Bryggeri fundet ved direkte afstemning blandt Danske Ølentusiasters medlemmer.
| Årets danske Bryggeri | Årets danske Bryggeri                  | Årets danske Bryggeri |
| --------------------- | -------------------------------------- | --------------------- |
| År                    | Bryggeri                               |                       |
| 2003                  | Nørrebro Bryghus                       |                       |
| 2004                  | Carlsberg                              |                       |
| 2005                  | Ølfabrikken                            |                       |
| 2006                  | Mikkeller                              |                       |
| 2007                  | Ølfabrikken                            |                       |
| 2008                  | Mikkeller                              |                       |
| 2009                  | Delt mellem Mikkeller og Hornbeer      |                       |
| 2010                  | Hornbeer                               |                       |
| 2011                  | Hornbeer                               |                       |
| 2012                  | Indslev Bryggeri/Ugly Duck Brewing Co. |                       |
| 2013                  | Hornbeer                               |                       |
| 2014                  | Munkebo Mikrobryg                      |                       |
| 2015                  | Thisted Bryghus                        |                       |
| 2016                  | Thisted Bryghus                        |                       |
| 2017                  | Thisted Bryghus                        |                       |
| 2018                  | Amager Bryghus                         |                       |
| 2019                  | Bryggeriet Åben                        |                       |
| 2020                  | Det Lille Bryggeri                     |                       |
| 2021                  | Fanø Bryghus                           |                       |
| 2022                  | Det Lille Bryggeri                     |                       |
| 2023                  | Det Lille Bryggeri                     |                       |

### ØLentusiasteN
Bladet ØLentusiasteN er Danske Ølentusiasters medlemsblad. Det udkommer 6 gange om året i formatet A4/farver. Per nummer 36 (februar 2007) var bladet på 84 sider.

### Ølfestival
Danske Ølentusiaster afholder årligt en stor Ølfestival i København. Ølfestival holdes i Lokomotivværkstedet, Otto Busses Vej 5A, 2450 København SV. Op mod 14.000 gæster besøger over tre dage festivalen, hvor der er over 1.200 danske og udenlandske øl fra 200 bryggerier.
Første Ølfestival blev holdt i 2001 i Remisen i København. Siden har Ølfestival været forbi Aarhus, Horsens, Kolding og Esbjerg. Ølfestival 2019 er den 25. Ølfestival arrangeret af Danske Ølentusiaster.

### Den danske Ølpris
Danske Ølentusiasters ølpris uddeles til en person, organisation eller virksomhed, der har gjort en stor og engageret indsats for at vise mangfoldigheden og spændvidden i øllets verden.
| Modtagere af Den danske Ølpris | Modtagere af Den danske Ølpris | Modtagere af Den danske Ølpris |
| ------------------------------ | --- | ------------------------------ |
| År                             | Modtager |                                |
| 2002                           | Brygmester Peter Klemmensen (Thisted Bryghus)                                                                                                |                                |
| 2003                           | Bryggerfamilien Rasmussen (Bryggeriet Refsvindinge)                                                                                          |                                |
| 2004                           | Forfatter og foredragsholder Torben Mathews                                                                                                  |                                |
| 2005                           | Håndbryg-portalen Haandbryg.dk |                                |
| 2006                           | Gastronomisk iværksætter Claus Meyer |                                |
| 2007                           | Forfatter og foredragsholder Carsten Berthelsen                                                                                              |                                |
| 2008                           | De 5 oprindelige initiativtagere til foreningen Danske Ølentusiaster: Anders Evald, Arne Slej, Ole Madsen, Poul Ladefoged og Søren Houmøller |                                |
| 2009                           | Gitte K. Bjørn for arbejdet med Humleprojektet                                                                                               |                                |
| 2010                           | Per Kølster |                                |
| 2011                           | William Frank fra Grauballe Bryghus |                                |
| 2012                           | Torben Steenberg |                                |
| 2013                           | Mikkel Borg Bjergsø fra Mikkeller |                                |
| 2014                           | Ny Nordisk Øl v. Anders Kissmeyer, Per Kølster og Christian Andersen                                                                         |                                |
| 2015                           | Bjarke Bundgaard, Husbryggeriet Jacobsen, og Søren Kühlwein Kristiansen, Hotel- og Restaurationsskolen i København.                          |                                |
| 2016                           | Tore Jørgensen, Herslev Bryghus |                                |
| 2017                           | Christian Skovdal Andersen, Beer Here |                                |
| 2018                           | Jacob Storm og Morten Valentin Lundsbak, grundlæggerne af Amager Bryghus                                                                     |                                |
| 2019                           | Niels Gustav Ingholt, Marttin Stuart Nielsen og Ivan Vejsgaard Nielsen, tovholderne på den første Ølfestival                                 |                                |
| 2021                           | Danmarks Største Virtuelle Ølsmagning, Royal Unibrew                                                                                         |                                |

### Dansk Ølmærke
Dansk Ølmærke er en kvalitetsmærkning af gode danske værtshuse, baseret på anmeldelser fra Danske Ølentusiasters medlemmer. Mærket har to særdeles vigtige formål: Det skal dels vise ølforbrugerne vej til de værtshuse, der bedst forstår at behandle øllet godt, dels motivere værtshusholdere for at forbedre såvel øl-udvalg som respekten for det gode øl.
Tidligere blev Dansk Ølmærke uddelt i 3 udgaver: Guld, Sølv og Bronze. Men fra og med Dansk Ølmærke 2010 blev det ét mærke og alle modtagere af Ølmærket, modtager samme diplom. Ved kun at uddele ét mærke, melder Danske Ølentusiaster klart og utvetydigt ud, at hos denne modtager af Ølmærket, kan man forvente en særlig øloplevelse. 

## Historie

### Tidslinje
- 1998: Foreningen stiftes den 5. september.
- 1999: Årets Ølnyhed kåres for første gang.
- 2001: Første Ølfestival afholdes i Remisen i København (festivalchef Marttin Stuart Nielsen).
- 2002: Ølfestival i Valby Hallen (festivalchef Marttin Stuart Nielsen) i maj samt i Ridehuset i Århus i oktober. Ved ølfestivalen i Århus uddeles Den Danske Ølpris for første gang.
- 2003: Ølfestival i Valby Hallen (festivalchef Marttin Stuart Nielsen) i maj måned. Den Danske Øldag afholdes for første gang den 5. september.
- 2004: Ølfestival i Valby Hallen (festivalchef Marttin Stuart Nielsen) i maj samt i Parkhallen i Kolding i oktober.
- 2005: Ølfestival i Valby Hallen (festivalchef Joan Ilsø Sørensen) i maj samt i Odense Congress Center i oktober. Øllets Dag omdøbes og flyttes fra den 5. september til den første lørdag i september.
- 2006: Ølfestival i Valby Hallen (festivalchef Joan Ilsø Sørensen) i maj samt i Forum Horsens i oktober. Bryggeriforeningen deltager sammen med Danske Ølentusiaster i arrangeringen af Øllets Dag.
- 2007: Ølfestival i Valby Hallen (festivalchef Søren Rasmussen) i maj.
- 2008: Ølfestival i Scandinavian Congress Center i Århus i maj måned. I september afholdes for første gang en European Beer Festival (festivalchef Marttin Stuart Nielsen) . Dette foregår på Carlsberg lukkede bryggeriareal i Valby, og festivalen tiltrækker omkring 20.000 gæster.
- 2009: Ølfestival i Valby Hallen (festivalchef Bo L. Jensen) i maj samt i Esbjerg i oktober.
- 2010: Ølfestival i TAP1 i København (festivalchef Bo L. Jensen) i maj
- 2012: Ølfestival i TAP1 i København (festivalchef Bo L. Jensen) i maj
- 2013: Ølfestival i TAP1 i København (festivalchef Bo L. Jensen) i maj
- 2014: Ølfestival i TAP1 i København (festivalchef Bo L. Jensen) i maj
- 2015: Ølfestival i Lokomotivværkstedet i København (festivalchef Bo L. Jensen) i maj
- 2016: Ølfestival i Lokomotivværkstedet i København (festivalchef Marttin Stuart Nielsen) i maj
- 2017: Ølfestival i Lokomotivværkstedet i København (festivalchef Mette Radza Jensen) i maj
- 2018: Ølfestival i Lokomotivværkstedet i København (festivalchef Mette Radza Jensen) i maj
- 2019: Ølfestival (25. Ølfestival i Danmark) i Lokomotivværkstedet i København (festivalchef Henning Palm) i maj
- 2021: Ølfestival i Lokomotivværkstedet i København (festivalchef Mette Radza Jensen) i oktober
- 2022: Ølfestival i Lokomotivværkstedet i København (festivalchef Rie Sørensen) i maj

### Landsformænd
- Søren Houmøller (1998-2001)
- Marttin S. Nielsen (2001-2004)
- Klaus Seiersen (2004-2006)
- Anne-Mette Meyer Pedersen (2006-2010)
- Bo L. Jensen (2010-2013)
- Anne Lise Knørr (2013-2017)
- Hans Peter Jepsen (2017-2019)
- Klaus Rehkopff (2019-2024)
- Niels Torm (2024-nu)